# Taxiles (general)
Taxiles (en griego antiguo: Tαξιλης; vivió en el siglo I a. C.) fue un general al servicio de Mitrídates VI de Ponto, y uno en los que depositó toda su confianza. Es mencionado por primera vez en las crónicas en el año 86 a. C., cuando fue enviado por Mitrídates, con un ejército de unos 110.000 hombres, a Europa. Debía atravesar Tracia y Macedonia para apoyar al ejército del general póntico Arquelao en Grecia. Esta misión la cumplió satisfactoriamente, ya que redujo Anfípolis a escombros, la cual se había rebelado, y así, habiendo sembrado el terror en el corazón de los macedonios, consiguió atravesar sin oposición aquella región y a través de Tesalia hasta llegar a Fócida. Allí asedió Elatea, pero la ciudad resistió los continuos ataques de los hombres de Taxiles, hasta que éste acabó por abandonar el sitio para unirse al ejército de Arquelao en Beocia. A pesar de poseer ambos generales de una hueste formidable, fueron derrotados de forma rotunda en la batalla de Queronea ante el general romano Lucio Cornelio Sila en el año 86 a. C.

A partir de ese momento no se menciona a Taxiles hasta el 74 a. C., cuando comandó (junto a Hermócrates) el gran ejército con el que Mitrídates invadió Paflagonia y Bitinia, el otño de ese año. Durante el subsecuente asedio de Cízico, es mencionado como el que dio al rey el consejo más juicioso.
 Después de la derrota del rey y su retirada hacia Ponto, se habla de Taxiles uniéndose a Diofanto, el comandante del ejército de Mitrídates, con el que el rey se opuso al general romano Lúculo en la batalla de Cabira (72 a. C.), donde con sus acertadas disposiciones consiguió que la victoria romana fuera relativa y que el ejército de Lúculo se encontrara falto de suministros. Sin embargo, el resultado final de la batalla fue una derrota total de las fuerzas pónticas y su huida del campo.

 Tras esto, Lúculo fue conquistando todos los fuertes pónticos hasta que obligó a Mitrídates a abandonar su reino.
Taxiles acompañó a su rey en su huida al Reino de Armenia, dónde se encontraba su yerno, el rey Tigranes. Posteriormente, en el año 69 a. C. se encontró presente junto al rey armenio en la gran batalla de Tigranocerta, sin embargo está terminó en desastre al no poder el general refrenar la confianza del rey armenio en la victoria de sus catafractos, produciéndose la desbandada de su infantería que arrolló a su caballería pesada. Esta es la última vez que aparece Taxiles en la historia.